# Misumenops armatus
Misumenops armatus là một loài nhện trong họ Thomisidae.
Loài này thuộc chi Misumenops. Misumenops armatus được miêu tả năm 1952 bởi Spassky.